# Тхімпху
Тхімпху́ (дзонґ-ке ཐིམ་ཕུ་, тиб. ཐིམ་ཕུག་) — столиця Бутану.
Населення: 79 195 осіб (перепис 2005 р.), а за оцінкою 2012 року — 99 021 осіб. Столиця розташована на західному березі річки Тхімпху-Чу на висоті 2 400 м, у гірській долині Східних Гімалаїв.
Для Бутану характерні дзонги — величезні монастирі-фортеці, що вміщають кілька тисяч чоловік і побудовані на невеликих п'ятачках неприступних скель. З часом навколо дзонгів виникли населені пункти, у тому числі столиця країни — Тхімпху. У минулому місто служило зимовою резиденцією короля, але з 1962 року стало постійною столицею. Сьогодні дзонг, що був колись монастирем, є будинком уряду.

## Влада

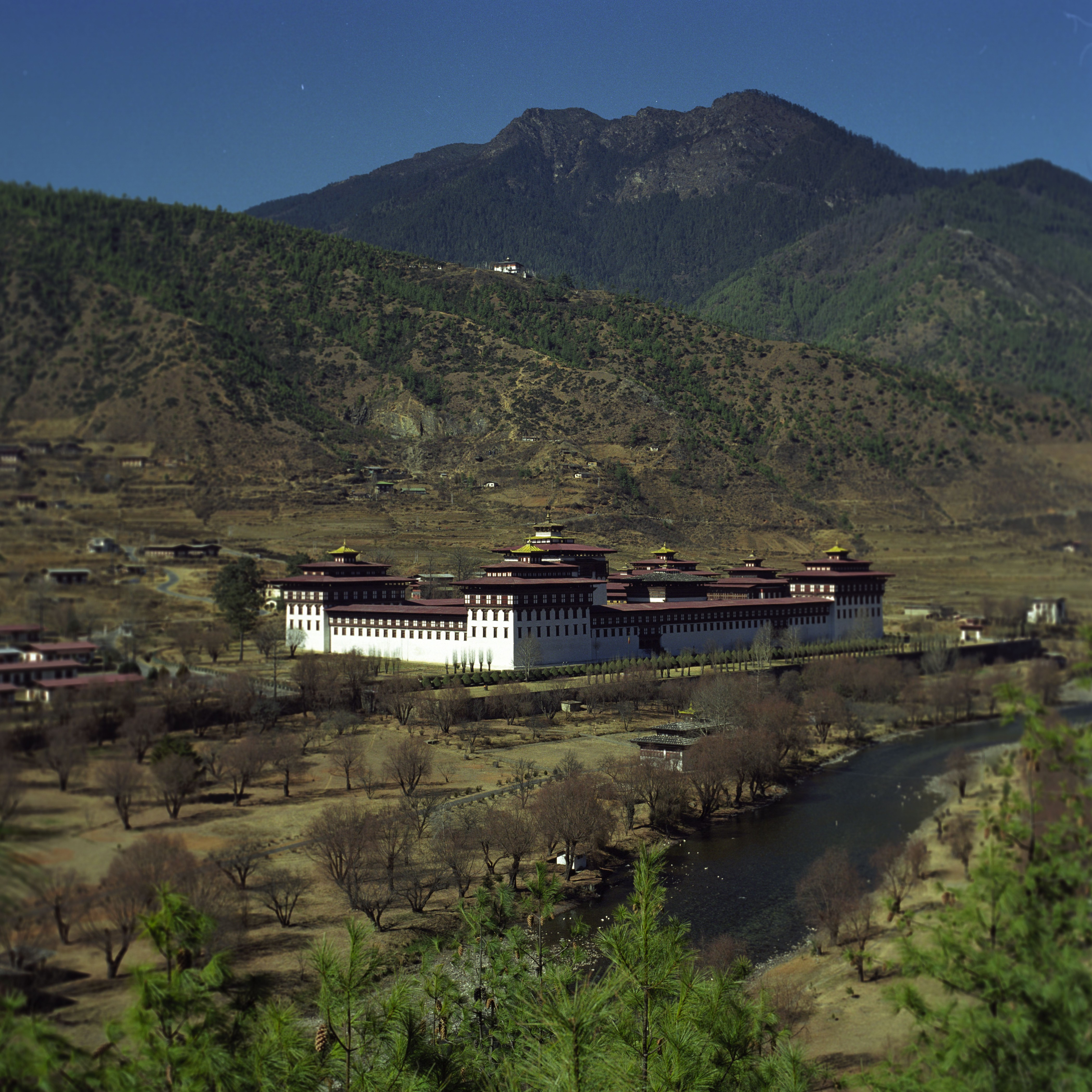
Ташічо-дзонг, Тхімпху

Фортеця Ташічо-дзонг побудована в XIII столітті як монастир, відреставрована в 1960-х роках, з 1952 року тут розташовується уряд країни. У літню пору тут же перебуває релігійний лідер країни Дже Кхемпо. Король (Джігме Сінг'є Вангчук) також має тут робочий кабінет.
Палац Деченчолінг, офіційна резиденція короля, знаходиться на півночі від Тхімпху; неподалік від міста перебувають також монастирі Танго, Чері.
Тхімпху — центр уряду, парламенту й органів виконавчої влади, всі політичні рішення в країні приймаються тут. У Тхімпху розташовуються також дипломатичні представництва, організації ООН для допомоги розвитку країни і різних неурядових організацій.
У столиці розташована також головна бібліотека країни — Бутанська національна бібліотека.
Тхімпху є торгово-ремісничим центром сільськогосподарського регіону. Тут розташовані, головним чином, деревообробні й харчові підприємства. Мережа автомобільних доріг з'єднує місто з іншими частинами Бутану і Індією .

## Туризм
У Тхімпху зосереджено найбільша в країні кількість готелів, основний час приїзду туристів — осінні фестивалі цечу.
У 2007 році до міста приїхали декілька тисяч туристів у зв'язку зі святкуванням столітньої річниці правлячої династії Бутану.

## Визначні місця
- Меморіальний комплекс Третього Короля Джігме Дорджі Вангчук
- Мануфактура з виробництва традиційного паперу
- Музей текстилю Бутану
- Національна бібліотека
- Жіночий буддійський монастир
- Центр прикладного мистецтва
- Ташічо-дзонг (місце засідань уряду)
- Тижневий базар
- Сімтокха-дзонг — тепер буддійський університет. Побудований Шабдрунгом в XVII столітті.

## Клімат
Клімат міста — субтропічний високогірний (Cwb за класифікацією кліматів Кеппена), який знаходиться під впливом південно-західних мусонів. Сезон мусонних дощів триває з середини червня по вересень.
| Клімат Тхімпху                         | Клімат Тхімпху | Клімат Тхімпху | Клімат Тхімпху | Клімат Тхімпху | Клімат Тхімпху | Клімат Тхімпху | Клімат Тхімпху | Клімат Тхімпху | Клімат Тхімпху | Клімат Тхімпху | Клімат Тхімпху | Клімат Тхімпху | Клімат Тхімпху |
| Показник                               | Січ.           | Лют.           | Бер.           | Квіт.          | Трав.          | Черв.          | Лип.           | Серп.          | Вер.           | Жовт.          | Лист.          | Груд.          | Рік            |
| Абсолютний максимум, °C                | 20,6           | 21,8           | 23,1           | 26,2           | 28,2           | 29,5           | 30,0           | 29,8           | 27,4           | 26,1           | 24,3           | 20,0           | 30,0           |
| Середній максимум, °C                  | 12,3           | 14,4           | 16,4           | 20,0           | 22,5           | 24,4           | 24,9           | 25,0           | 23,1           | 21,9           | 17,9           | 14,5           | 19,78          |
| Середня температура, °C                | 4,9            | 7,5            | 10,2           | 13,6           | 17,8           | 19,8           | 20,2           | 20,4           | 19,1           | 16,2           | 11,5           | 6,7            | 13,6           |
| Середній мінімум, °C                   | −2,6           | 0,6            | 3,9            | 7,1            | 13,1           | 15,2           | 15,4           | 15,8           | 15,0           | 10,4           | 5,0            | −1,1           | 8,0            |
| Абсолютний мінімум, °C                 | −21            | −19,6          | −12,8          | −5,4           | 0,6            | 4,5            | 7,0            | 6,1            | 2,4            | −3,2           | −9,1           | −14,5          | −21            |
| Норма опадів, мм                       | 25             | 33             | 31             | 58             | 122            | 246            | 373            | 345            | 155            | 38             | 8              | 13             | 1427           |
| -------------------------------------- | -------------- | -------------- | -------------- | -------------- | -------------- | -------------- | -------------- | -------------- | -------------- | -------------- | -------------- | -------------- | -------------- |
| Джерело: THIMPHU, BHUTAN / Weatherbase |                |                |                |                |                |                |                |                |                |                |                |                |                |

## Персоналії
- Джігме Сінг'є Вангчук (нар. 1955) — король Бутану.
- Вангай Дорджі (нар. 1974) — бутанський футболіст.
- Німа Сангай (нар. 1984) — бутанський футболіст.

## Галерея

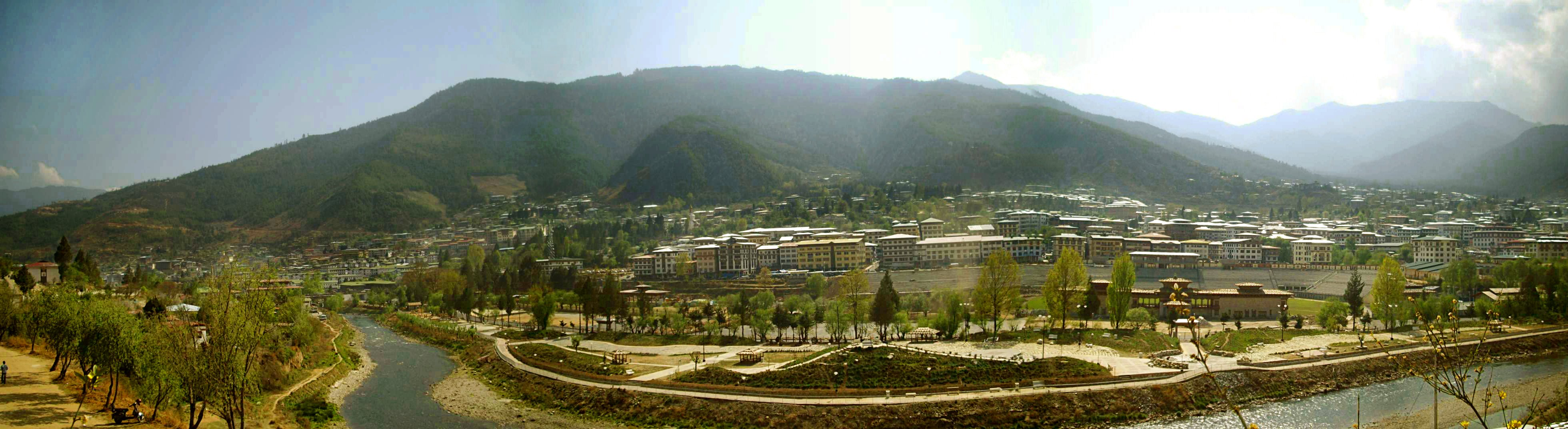
Панорамний вид на Тхімпху

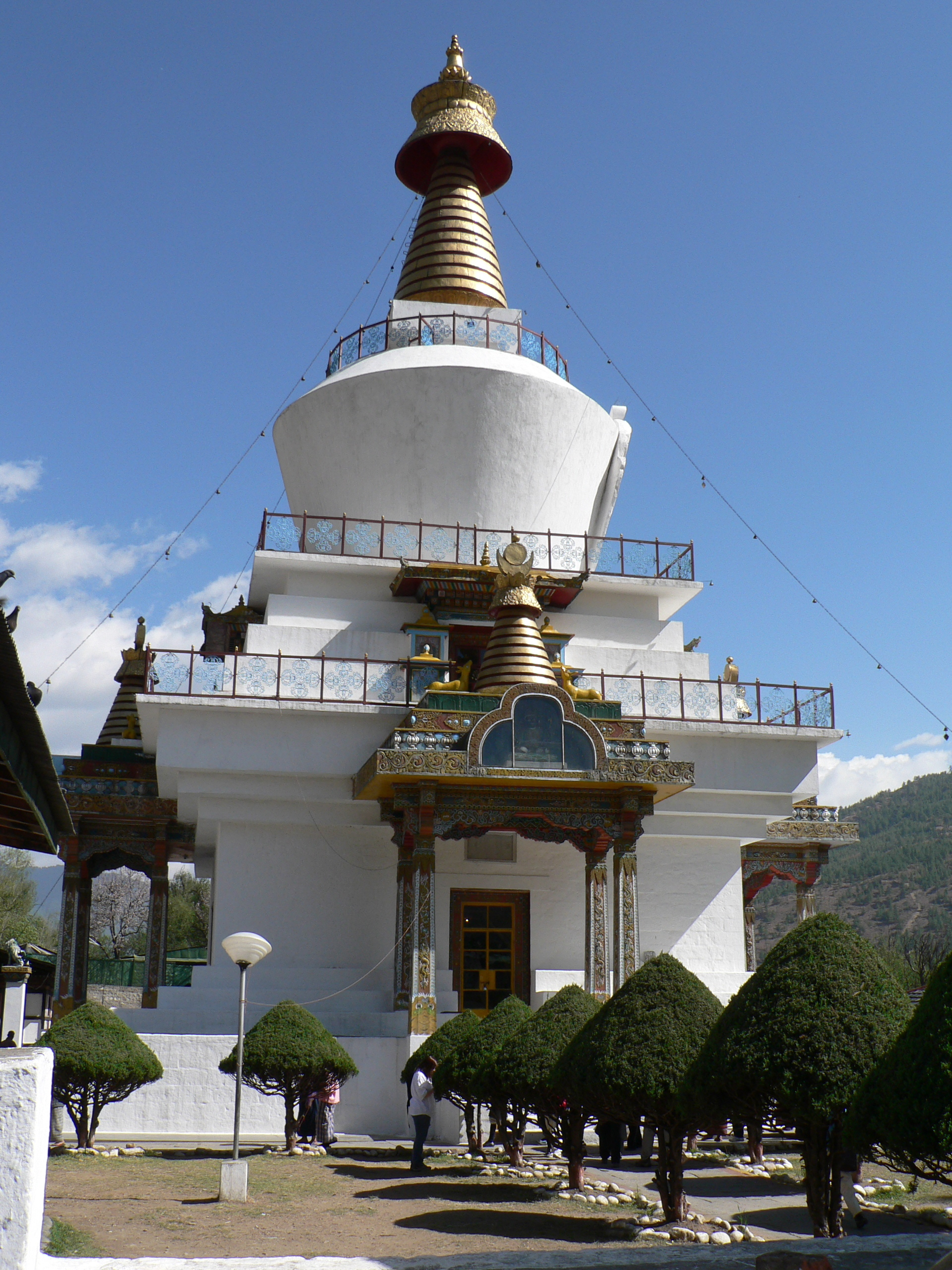
Меморіальний чортен
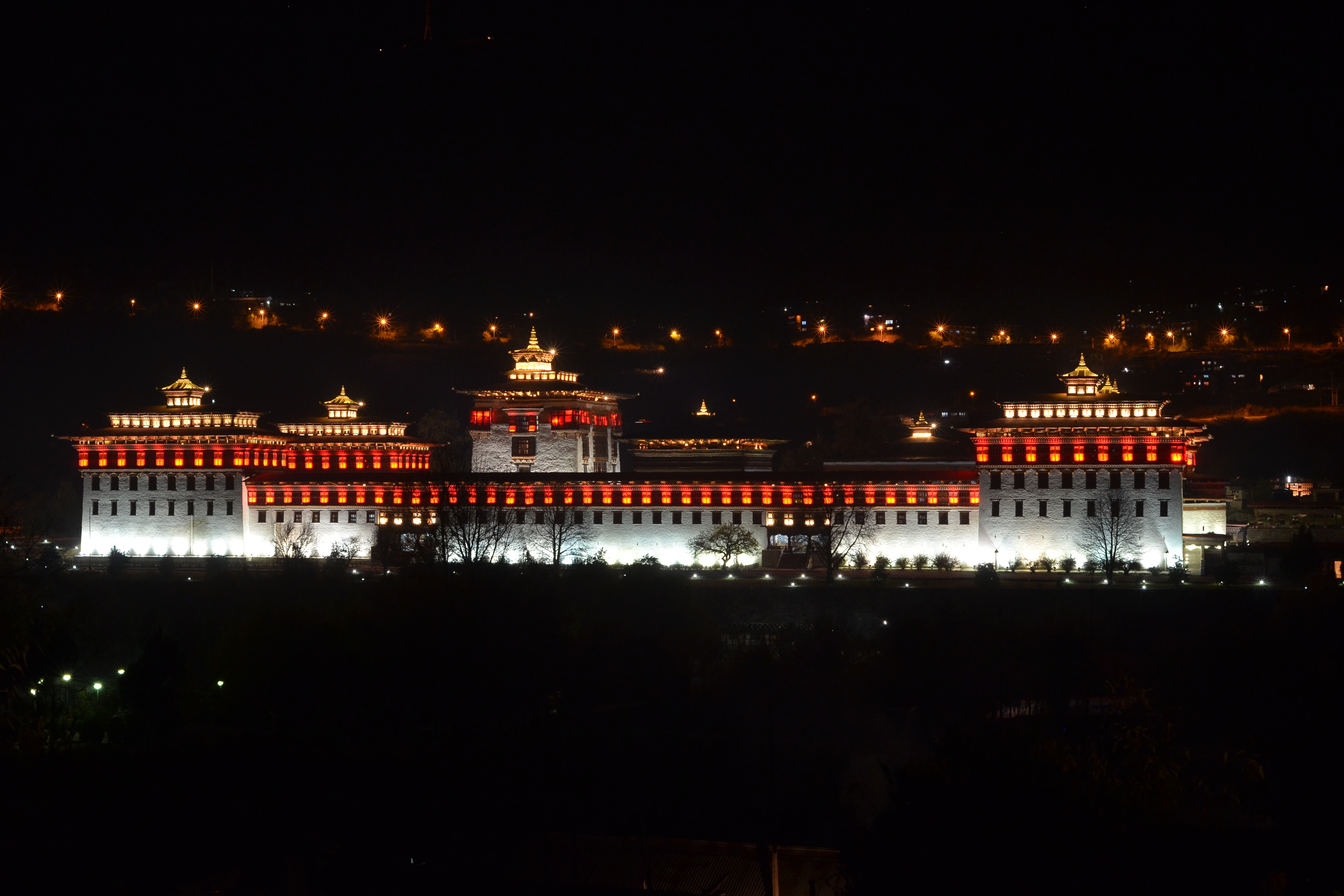
Ташічо-дзонг вночі
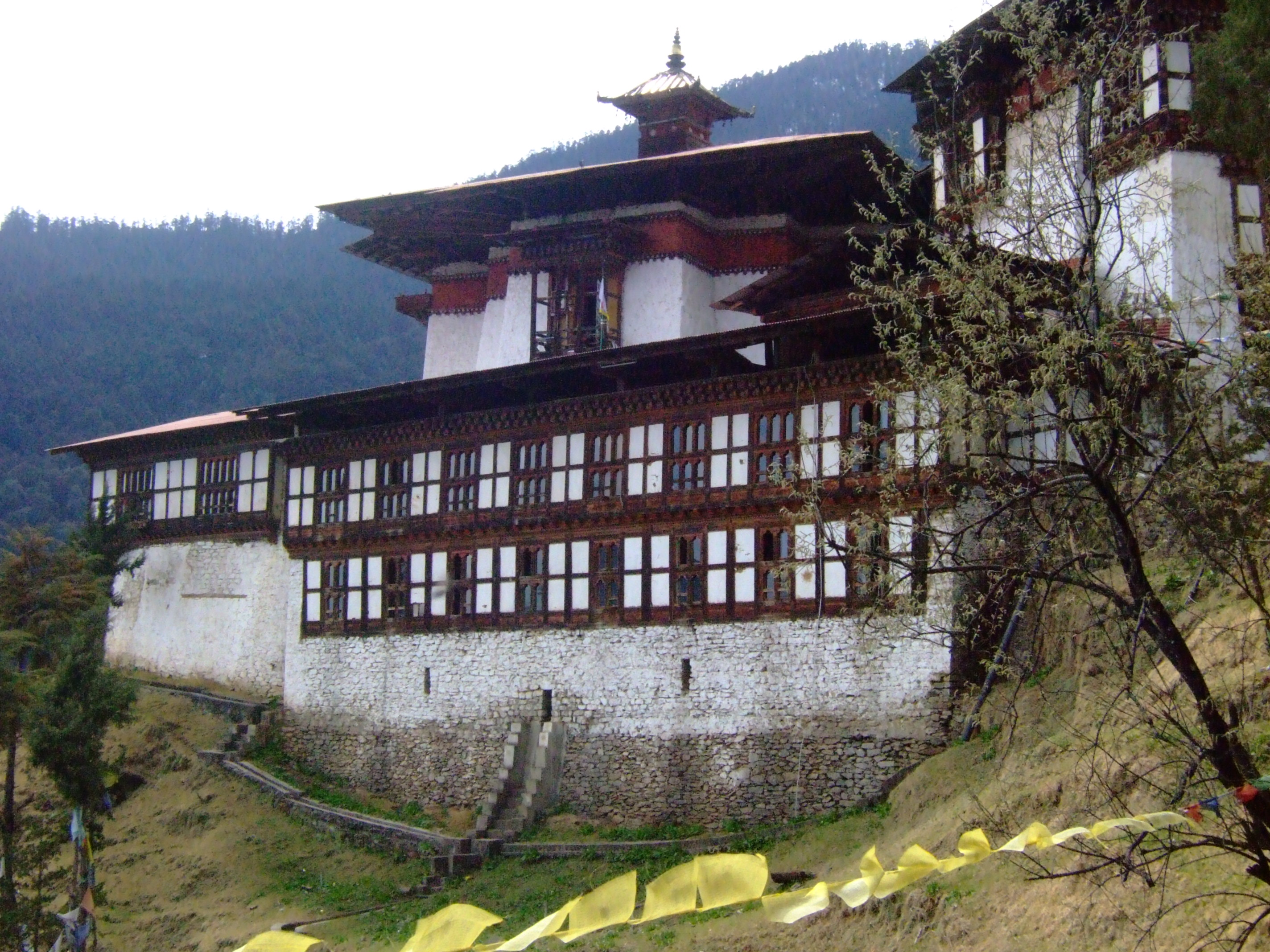
Монастир Чері
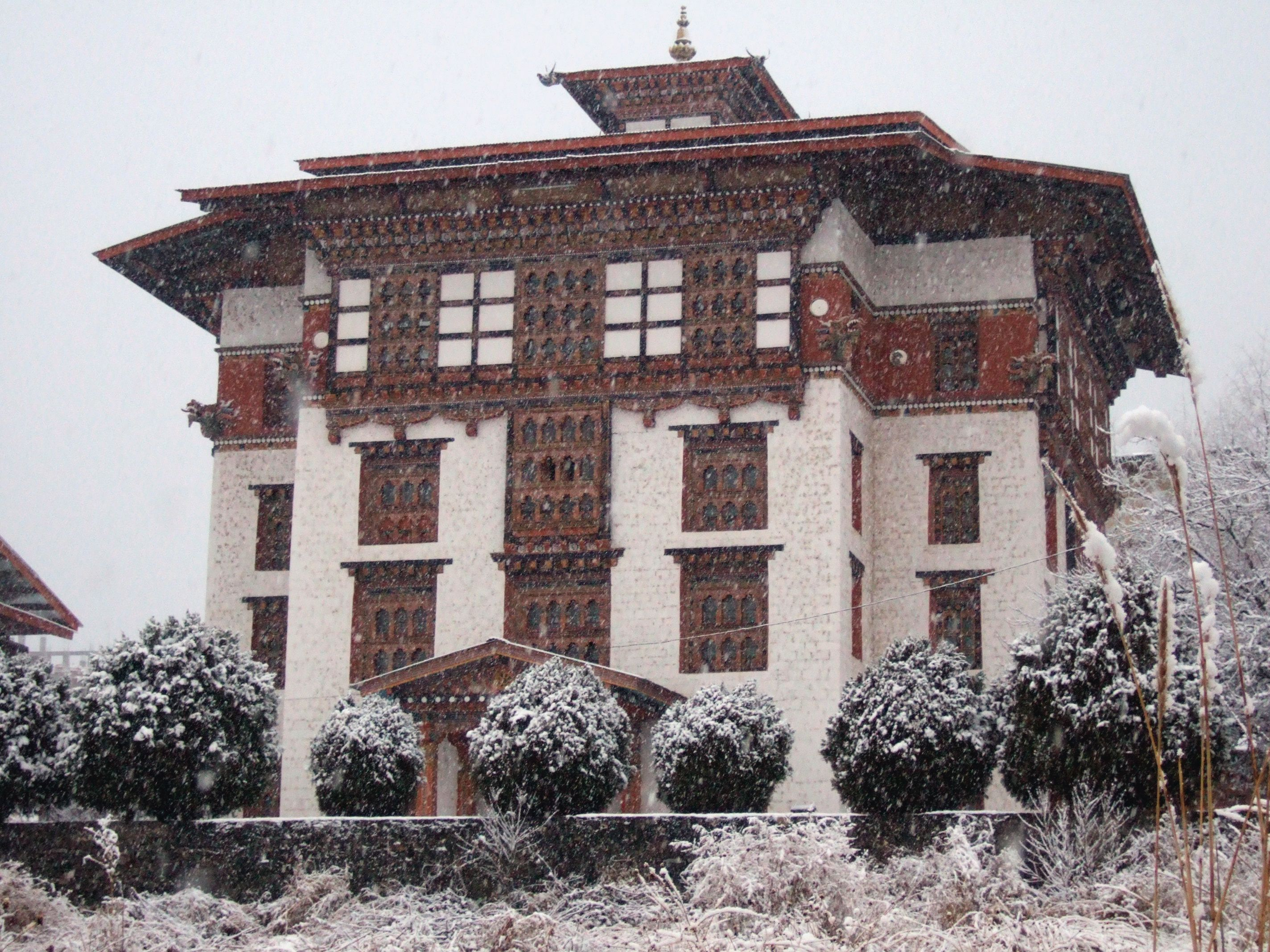
Національна бібліотека Бутану
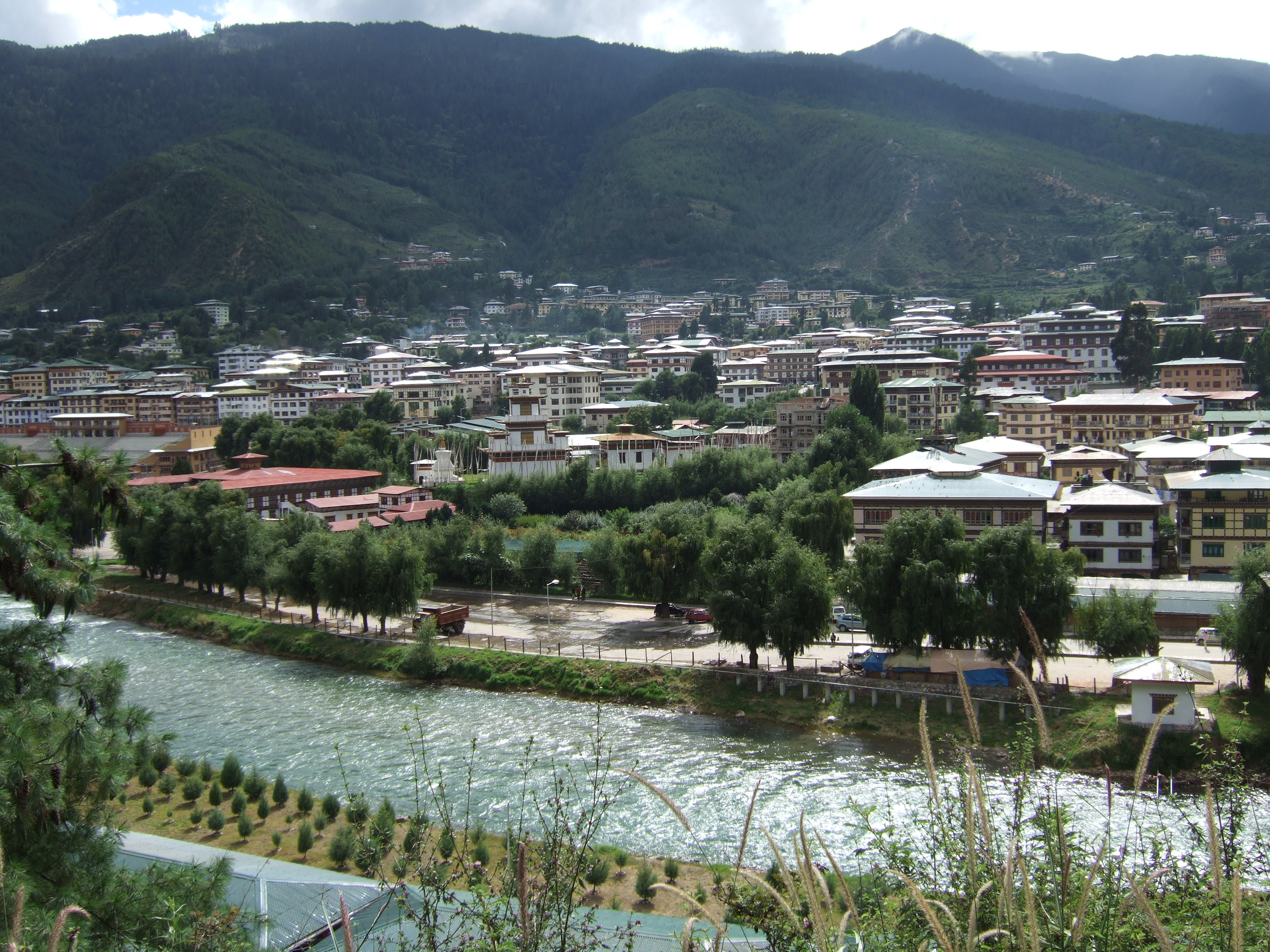
Річка Райдак у Тхімпху